# 'Til Shiloh
'Til Shiloh è il quarto album in studio del cantante giamaicano Buju Banton, pubblicato nel 1995.

## Tracce
1. Shiloh – 0:19
2. 'Til I'm Laid to Rest – 4:24
3. Murderer – 3:56
4. Champion – 3:59
5. Untold Stories – 4:36
6. Not an Easy Road – 4:01
7. Only Man – 2:51
8. Complaint (con Garnett Silk) – 4:01
9. Chuck It So – 3:57
10. How Could You – 3:56
11. Wanna Be Loved – 4:05
12. It's All Over – 4:05
13. Hush, Baby, Hush – 4:21
14. What Ya Gonna Do? (con Wayne Wonder) – 3:43
15. Rampage – 3:46
16. Sensemilia Persecution – 4:03
17. Champion [Remix] – 4:32